# Гайдук, Валерий Викентьевич
Валерий Викентьевич Гайдук (род. 23 июня 1950, Яршевичи, Молодечненская область) — белорусский тренер по греко-римской борьбе, заслуженный тренер Республики Беларусь.

## Биография
Родился в 1950 году, в деревне Яршевичи,  Воложинского района Минской области. Окончил Белорусский государственный институт физической культуры. Мастер спорта СССР. Среди учеников: двукратный серебряный призер чемпионатов Европы Фархад Магеррамов, серебряный призер чемпионата Европы 1994 Сергей Кирильчук, серебряный и бронзовый призер чемпионатов Европы Виталий Жук, презер чемпионата мира и чемпион Европы Александр Кикинев.
С 2003 по 2007 главный тренер сборной команды Республики Беларусь.

## Награды и звания
- Заслуженный тренер Республики Беларусь (1993)